# Hamdi Salihi
Hamdi Salihi (* 19. Januar 1984 in Shkodra) ist ein ehemaliger albanischer Fußballspieler und heutiger -trainer.

## Karriere

### Als Spieler

#### Verein
Salihi begann seine Profi-Karriere 2002 beim albanischen Verein KS Vllaznia Shkodra, bei dem er bis 2004 spielte. Im selben Jahr wechselte der albanische Stürmer zum griechischen Verein Panionios Athen, kehrte aber bereits nach einem Jahr in seine Heimat zurück. Er spielte ab der Saison 2005/06 beim albanischen Verein SK Tirana im Sturm und wurde in derselben Saison Torschützenkönig in der albanischen Liga mit 29 Treffern. Tirana gewann in dieser Saison den albanischen Vereinspokal. Im Winter 2006/07 wechselte er in die Österreichische Bundesliga zum SV Ried, der mit ihm auf mehr Tore hoffte. Sein erstes Bundesligaspiel für die Rieder bestritt Salihi am 24. Februar 2007 gegen SK Sturm Graz. Er wurde in der 68. Minute für Emin Sulimani ausgewechselt. Sein erstes Bundesligator gelang dem Albaner am 3. März 2007 gegen die SV Mattersburg. In diesem Spiel erzielte er einen Doppelpack. Ried gewann 2:1. Am 31. August 2009 wechselte er zum Ligakonkurrenten SK Rapid Wien, wo er in seinem ersten Spiel sein erstes Tor erzielte.
Obwohl er unter Trainer Peter Pacult nicht immer gesetzt war, erzielte er etwa in der Saison 2010/11 starke 26 Pflichtspieltreffer für den österreichischen Rekordmeister. Salihis Vertrag beim SK Rapid lief im Juni 2012 aus und so zog der Albaner bereits im Sommer 2011 das Interesse zahlreicher internationaler Klubs wie etwa Maccabi Haifa auf sich.
Am 2. Februar 2012 wechselte Salihi zu D.C. United in die nordamerikanische Major League Soccer. Nach nur einem Jahr in den USA unterschrieb er dann beim chinesischen Verein Jiangsu Sainty. Zur Wintertransferperiode 2014 wechselte der vereinslose Salihi zum israelischen Verein Hapoel Akko, ein Jahr später für eine Saison zu Hapoel Haifa. Im Sommer 2015, wiederum vereinslos, vereinbarte er mit dem albanischen Meister KF Skënderbeu Korça, dort für die Champions-League-Spiele auszuhelfen, wobei er gleich in der ersten Partie zwei Treffer erzielen konnte. Er hätte den Verein aber jederzeit wieder verlassen können. In der Saison 2015/16 wurde er mit Korça albanischer Meister und mit 27 Treffern Torschützenkönig der Liga. In der Saison 2016/17 reichte es mit 15 Treffern nur zum dritten Platz in der Torschützenliste der Liga, und Skënderbeu kam ebenfalls nur auf den dritten Rang.
Zur Saison 2017/18 kehrte er nach Österreich zurück, wo er sich dem Zweitligisten SC Wiener Neustadt anschloss. Am 31. März 2019 beendet er dort seine Karriere als Aktiver.

#### Nationalmannschaft
In der albanischen Nationalmannschaft kam er seit 2006 zu 50 Einsätzen und elf Toren. Seinen letzten Einsatz für die Nationalmannschaft bestritt er im März 2015.

### Als Trainer
Im Mai 2019 wurde er Co-Trainer von Sargon Duran beim SC Wiener Neustadt, wo er zu jenem Zeitpunkt auch als Spieler unter Vertrag stand. Parallel betreut er seit dem Sommer 2019 auch noch die A-Nationalmannschaft Albaniens als Co-Trainer unter Edoardo Reja.

## Erfolge
Verein
- Albanischer Superpokalsieger: 2005, 2006
- Albanischer Pokalsieger: 2006
- Albanischer Meister: 2007, 2016

Persönlich
- Torschützenkönig der Kategoria Superiore: 2006, 2016
- Albanischer Fußballer des Jahres: 2016
- Torschützenkönig der Ersten Liga: 2018